# Православні душпастирі УПА
Православні душпастирі УПА

## Передумови
Душпастирство в українських національних військових формуваннях в період Другої Світової війни, мало традиції від капеланства в УГА і Армії УНР. Якщо в УГА в силу традицій капеланами були священники греко-католицької церкви, то в Армії УНР переважали православні священники, здебільшого з УАПЦ. Водночас багато архієреїв в Україні, що були в єдності з РПЦ, активно підтримували уряд УНР, співпрацюючи з його міністерством віросповідань.
Протопресвітером військ УНР, начальником Управи Душпастирства (Головним Капеланом) Армії УНР в чині генерала хорунжого, був призначений військовий священник Павло Пащевський, учасник Першого Зимового походу. 

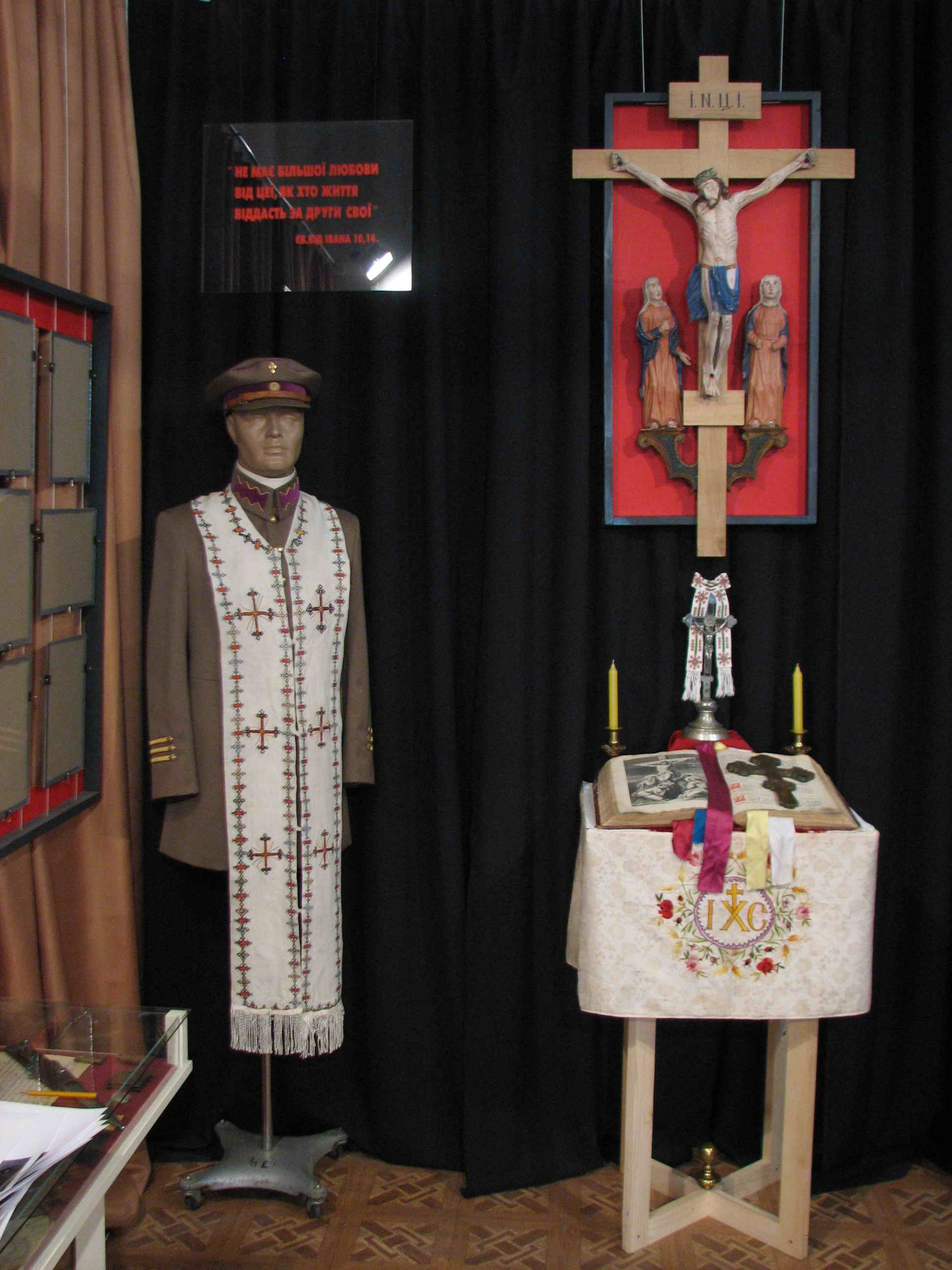
Однострій греко-католицького капелана УГА. Реконструкція Богуслава Любіва.

Однак старе православне священство переважно було орієнтоване на Москву і сповідувало монархічні, антиукраїнські і чорносотенські ідеї. Останнє не дало змоги отримати автокефалію Українській Православній Церкві, коли її отримали Грузинська і Польська православні Церкви. Фактично польська автокефалія виникла завдяки українським архієреям, які влились в неї після розпаду Російської Імперії. Проте головною метою цих архієреїв, звісно була канонічна і загально визнана автокефалія УПЦ.

Нагрудний хрест (з булавами) священників УНР. Реконструкція

Завдяки зусиллям таких архіреїв як митрополит Юрій Ярошевський, Діонісій (Валединський), Полікарп (Сікорський), Іларіон (Огієнко) та інших патріотично налаштованих ієрархів, навіть в умовах тотальної польської пацифікації, та внутрішньому спротиву орієнтованого на РПЦ старого священства, проходить поступова націоналізація українського православного священства. Як дослідив в своїх працях історик Володимир Рожко, Волинська духовна семінарія, розташована на той час в Кременці, поступово набуває українського змісту, де проводять з «Просвітою» Шевченківські вечори, та інші національні заходи.

Молитва перед боєм

У липні 1924 року поляки розформували табори інтернованих, і всі військові священники армії УНР осіли на парафіях Волині й Полісся. За винятком тих які визнавали юрисдикцію Церкви Василя Липківського. Вони однаково переслідувались як Російськими окупаційними режимами, так і Польським, тому змушені були емігрувати. Також, на Волині висвячується у священники багато колишніх старшин армії УНР. Відповідно створюючі нову атмосферу в настроях на своїх парафіях, щодо ідей самостійності України.

## Стан українського православ'я на початку німецько-радянської війни
З початком німецько-радянської війни у 1941 році, українська православна церква була розірвана між декількома православними юрисдикціями, зокрема: Румунською, Сербською, Польською і Російською. Але завдяки автокефальному спрямуванню багатьох українських ієреїв, що входили до Православної Церкви Польщі, з благословення Константинопольського Патріарха, за сприяння митрополита ПЦП Діонісія (Валединського), зароджується канонічно рукопокладена Українська Автокефальна Православна Церква. Щоб не допустити відновлення УАПЦ, промосковські архієреї створюють «Автономну Православну Церкву» («автономісти»).
Як промосковські «автономісти» на чолі з митрополитом Олексієм (Громадським), так і УАПЦ на чолі з митрополитом Полікарпом (Сікорським) займали офіційно лояльну позицію до німецької окупаційної адміністрації. Але попри свою промосковську спрямованість, церковні діячі «автономістів», не лише були лояльними до німецьких окупантів, а й всіляко налаштовували їх як проти української інтелігенції («Просвіта», «Рідна Хата»), так і проти українського збройного підпілля УПА, що зрештою було на руку Кремлю.

## Душпастирі УПА «Поліська Січ»
Першою про себе заявила УПА «Поліська Січ» Бульби-Боровця. Ще напередодні війни, Боровець з товаришувався зі священником от. Михайлом Симоновичем, якому допоміг збудувати храм в с. Карпилівка (Рівненська область), який діє й по нині. Коли у серпні 1941 р., захопивши м. Олевськ (Житомирська область), Бульба-Боровець проголошує там «Олевську Республіку», то от. Михайло Симонович, стає фактично першим душпастирем УПА, забезпечуючи духовні потреби січовиків, освячуючи їхні заходи, стяги, надаючи молитовну підтримку під час присяги і т. д. Основні служби відбуваються в Свято-Миколаївському храмі м. Олевськ, який от. Михайло відновив після занепаду, вчиненого під час московсько-більшовицької окупації. Але от. Михайло мав крім того ще три парафії в селах Борове, Карпилівка і Нетреба, які знаходились на значній відстані від Олевська. Тому всю діялість в Св. Миколаївському храмі Олевська, а відповідно і душпастирську роботу з УПА «Поліська Січ», от. Михайло передає о. Аркадію (Волощуку).
Згідно з показами от. Михайла Симоновича під час радянських репресій у 1953 році, в Олевську для потреб УПА «Поліська Січ» неодноразово служив священник з м.Дубровиця (Рівненської обл.) Михайло Семенюк.
З часом, коли під натиском нацистів, січовики змушені були відступити з Олевська в ліси Рівненщини, Бульба-Боровець в своїх спогадах згадує святкування Різдва Христового 1943 року, яке проводить ще інший душпастир от. Дем'ян колишній сотник Армії УНР. У своїй промові от.Дем'ян говорить до вояків УПА:
«— Ви бачите в мене два хрести: цей великий, що в руках, мені дав наш Спаситель Ісус Христос, а цей менший, що я його ношу замість наперсного духовного хреста, дав мені начальний мій провідник, Симон Петлюра. Обидва ці хрести для мене однаково святі і дорогі. Але цей менший, якого я отримав за бойові заслуги раніше, має свою окрему історію. Тому він для мене, як смертної людини, є найбільшою святістю та найціннішим скарбом. Христос дав мені при висвячені в духовний стан свого хреста, щоб я за нього Йому відслужив у майбутньому, а Петлюра дав мені оцей наперсний хрест за ті заслуги, що я їх вже виконав перед нашою Батьківщиною. Це велика різниця.»

## Душпастирство в ОУН-УПА
На весні 1943 року відбувається поглинання УПА «Поліська Січ» боївкою ОУН(б). Більшість керівництва ОУН(б)-УПА були вихідцями з Галичини, а відповідно греко-католиками. Тому виникає деяке напруження у стосунках з православним священством, а особливо з промосковськими «автономістами», які всіляко шкодили підпіллю, інформуючи фашистів. Так, у звіті від 30 листопада 1943 року командир округи «Богун» Петро Олійник у розділі «Церковне питання» відзначав: «Православна Церква (а також і католицька)» не може сьогодні стати мобілізуючим чинником нашого народу". Водночас він вважав, що «треба використовувати для нашої політичної масової роботи усі форми їхніх масових зборів».
Так 7 травня 1943 року, «автономіст» митрополит Олексій (Громадський), подорожуючи на автомобілі Луцького гебітскомісара Мілера, потрапив у засідку боївки УПА-ОУН(м) під командуванням «Хріна» (Микола Медвецький), і загинув разом з німецьким супроводом. Початок антинацистського спротиву УПА, а також внаслідок цілеспрямованих провокацій з боку Кузнєцова, на Волині починається нацистський терор всієї української еліти, в тому числі і православних священників. Почались масові арешти і страти священників, подекуди разом з парафіями, як це сталось в селах: Скворичевичі, Тонеж, Малин (Острозького району), Губкові, Великі Селища, та інш., де парафіян разом зі священниками розстрілювали або спалювали в церквах.
У відповідь на це, єпископ УАПЦ Платон, в Рівному, організовує нелегальні курси військових священників, які після їх закінчення мали бути приділені до підрозділів УПА.
Після обрання 6 червня 1943 року, на місце покійного Алексія (Громадського), керівником промосковських «автономістів», найлояльнішого до нацистів єпископа Кам'янець-Подільського Дамаскіна (Малюти), німці збільшують терор УАПЦ. В ніч з 15 на 16 липня 1943 року, заарештовують членів адміністратури УАПЦ о. Миколу Малюжинського, І. Власовського, а також члена Консисторії о. А. Селепіна, о. Володимира Мисечка — члена єпархіального управління Рівненсько-Крем'янецької єпархії та інших. Усіх ув'язнених не безпідставно звинувачували в співпраці з УПА (Більшість з ув'язнених німці стратять 15 жовтня 1943 року, взнак відплати за діяльність партизан). Крім того гестапо вчинило погром в резиденції Митрополита Полікарпа (Сікорського)
У розмові з владикою Платоном (16 серпня 1943 р.) начальник політичного відділу генералкомісаріату Краузе вказував на випадки використання храмів для переховування партизанами зброї, а також як військовооборонних об'єктів, не без сприяння місцевого духовенства. Краузе зауважив, що «Автономна Церква співпрацює з німецькою владою більш лояльно, ніж Автокефальна».
У вересні 1943 року, з вироком «за зраду», УПА (ОУНР) страчують «автономіського» єпископа Вололодимир-Волинського Мануїла (Тарновського), який відверто писав доноси нацистам на українських патріотів, зокрема інтелігенцію з «Просвіти», вимагаючи від німців покарання для них. Скоріше всього такі дії Мануїла (Тарновського), були узгодженні з московсько-радянськими спецслужбами, щоб руками німців винищити побільше української інтелігенції та учасників національно-визвильних змагань.
В той же час, багато православних священників, не залежно до якої юрисдикції вони належали, проводять душпастирську роботу в УПА.
Незважаючи на складні обставини, командири повстанських частин постійно вживали необхідних заходів для задоволення релігійних потреб особового складу. Найпоширенішим методом було використання місцевих парохів у районах дислокування повстанців. З цією метою, політвиховник групи УПА ВО «Заграва» Юрій Рибак, 4 жовтня 1943 р., у наказі всім комендантам в окрузі ВО «Заграва» зазначав: «Найпізніше до дня 15 жовтня ц. р. …подати скільки в терені є священників, яких, на якій мові відбуваються церковні служби, подати які є в терені релігійні секти, їх наставлення до нас». Командир цієї групи 26-літній уродженець Дермані Рівненська область майор Іван Литвинчук походив із родини православного священника, навчався в Кременецькій духовній семінарії, відтак надавав великої уваги релігійному життю у своїй військовій окрузі. Командування ВО «Заграва» взяло на облік усіх священників на території Костопольського, Степанського, Дераженського, Людвіпольського та інших районів, які повстанці контролювали на Волині. У звіті від 25 грудня 1943 р. командувачу УПА майор Литвинчук повідомляв, що взяв на облік 44-х православних священників (серед яких були як «автокефали» так і «автономісти»). З цих 44-х 25 можна було залучати до відправ у повстанських відділах. Варто зазначити, що «залучати» могли лише тих святих отців, які були дійсними воїнами Христовими, і не видавали місце дислокації партизанських загонів та не розголошували таємницю сповіді окупантам, що практикувалась в багатьох промосковських ієреїв, що тяжіли до т.зв., «сергіянської єресі», яких до цього привчили ще за часів першої московсько-більшовицької окупації у 1939 році.
Більшість православних душпастирів УПА, важко назвати «капеланами», в традиційному розумінні. Переважно це духовенство було на своїх цивільних приходах, і лише при потребі, виконували свій християнський подвиг, вирушаючи в ліс до боївок УПА, ризикуючи при цьому бути страченими німецькими, польськими або московськими окупантами. Для прикладу, можна навести отця Йосифа, канонізованого РПЦ як Преподобний Амфілохій Почаївський, який в той час належав до Почаївської Лаври, яка була фактично центром промосковських «автономістів». Св. Амфілохій, допомагав повстанцям цілительством. Адже крім молитовної сили, мав великий Господній дар зцілення. При цьому, Св. Амфілохій, йдучі до повстанців, маскувався так, що зцілені ним навіть не здогадувались хто він. Це призвело до того, що якось його ледь не розстріляла якась боївка УПА, маючи природну недовіру до «автономістів», які подекуди навіть інформацію зі сповіді видавали німецьким і московським окупантам. Лише Божим провидінням лишився тоді Амфілохій живий, адже на його захист стали інші монахи та вірячи.

## Повстанська боротьба проти московської окупації після 1944 року
Після зміни німецько-нацистських окупантів на московсько-радянських з 1944 року повстанська боротьба за незалежність не припинялась. А відповідно, православне священство Волині і Полісся, несло свою душпастирську службу серед вояків УПА.
За співробітництво з УПА, духовну опіку повстанців, надання їм матеріальної допомоги десятки священників Волині й Полісся були репресовані радянськими органами НКВС після 1944 р. Арештованими й засланими у концтабори на 10-25 років, зокрема, були душпастирі М.Бичківський, В.Борецький, Ф.Бусел, І.Малишко, В.Калинчук, В.Кульчинський, А.Микульський, В.Пашкевич, М.Соболевський, Д.Соловей, Д.Шандрук, А.Волощук та ін. У червні 1944 р. без суду було розстріляно протоієрея з Гдинська Івана Тарнавського, на Великдень 1943 р. вбито радянськими партизанами пароха с. Хотешів Олександра Білецького, відділами польської Армії Крайової розстріляно пароха с. Чудель Федора Галабурду. За звинуваченням: «Під час німецької окупації пастор духовно опікувався вояками відділів УПА» 1947 р. розстріляно енкаведистами о. Полієвкта Скрипника з Ковельщини.
Варто зазначити, що деякі православні отці займалися опікою і Української Дивізії СС «Галичина», адже серед них не всі вояки-українці були греко-католиками — були серед них і православні віряни. Для їхньої духовної опіки Військова Управа попросила архієпископа Краківського, Лемківського і Львівського Палладія призначити православного священника. І він призначив о. протопресвітера Олександра Новицького, але Г. Гіммлер на це не погодився. І лише в 1945 році, коли до дивізії було прилучено Волинський леґіон, із ним прийшли два православні священники: о. Палладій Дубицький, якого незабаром призначив у свій штаб генерал Павло Шандрук, і о. Іов Скакальський, який служив у дивізії до кінця війни і потрапив у полон англійської армії.